# 阿南伊夫卡
48°3′39″N 39°42′55″E / 48.06083°N 39.71528°E
阿南伊夫卡（烏克蘭語：Ананьївка）是位於烏克蘭東部的村莊，由盧甘斯克州多夫然斯克區的多夫然斯克市鎮負責管轄。該村始建於1954年，面積10.4平方公里，海拔高度301米，2001年人口225，人口密度每平方公里21.7人。